# Cantone di Rocroi
Il Cantone di Rocroi è una divisione amministrativa dell'arrondissement di Charleville-Mézières.
A seguito della riforma approvata con decreto del 21 febbraio 2014, che ha avuto attuazione dopo le elezioni dipartimentali del 2015, è passato da 14 a 33 comuni.

## Composizione
I 14 comuni facenti parte prima della riforma del 2014 erano:
- Blombay
- Bourg-Fidèle
- Le Châtelet-sur-Sormonne
- Chilly
- Étalle
- Gué-d'Hossus
- Laval-Morency
- Maubert-Fontaine
- Regniowez
- Rimogne
- Rocroi
- Sévigny-la-Forêt
- Taillette
- Tremblois-lès-Rocroi

Dal 2015 i comuni appartenenti al cantone sono i seguenti 33:
- Auge
- Auvillers-les-Forges
- Blombay
- Bourg-Fidèle
- Brognon
- Le Châtelet-sur-Sormonne
- Chilly
- Étalle
- Éteignières
- Fligny
- Gué-d'Hossus
- Ham-les-Moines
- Harcy
- Laval-Morency
- Lonny
- Maubert-Fontaine
- Murtin-et-Bogny
- La Neuville-aux-Joûtes
- Neuville-lez-Beaulieu
- Neuville-lès-This
- Regniowez
- Remilly-les-Pothées
- Rimogne
- Rocroi
- Saint-Marcel
- Sévigny-la-Forêt
- Signy-le-Petit
- Sormonne
- Sury
- Taillette
- Tarzy
- This
- Tremblois-lès-Rocroi